# Большой Пеледон
Большо́й Пеледо́н — река в России, протекающая по Анадырскому району Чукотского автономного округа, правый приток Анадыря. Длина реки — 136 км, площадь водосборного бассейна — 3770 км².
Исток реки находится в Саламихинских горах в северо-восточной части Колымского нагорья, на высоте более 700 м над уровнем моря. В верховьях течёт по горной тундре на север. Обогнув с севера и востока горный массив с высотами до 1000 м и выше, река поворачивает на юг. Долина реки заметно расширяется, ширина русла доходит до 80-83 м. Для реки характерны многочисленные наледи, протоки, шиверы и осерёдки. Впадает в Анадырь по правому берегу на отметке ниже 178 м над уровнем моря в 785 км от его устья, выше впадения реки Яблон. Ширина в низовьях — 49 м при глубине 1 м; скорость течения перед устьем составляет 1,3 м/с. 

## Основные притоки
Указаны поименованные притоки длиной 30 км и более.
| Название      | Расстояние от устья | Длина | Положение |
| ------------- | ------------------- | ----- | --------- |
| Пеледончик    | 18                  | 34    | правый    |
| Отворотная    | 32                  | 37    | левый     |
| Ремклин       | 44                  | 34    | левый     |
| Афонькина     | 53                  | 43    | правый    |
| Кытэпкайваам  | 61                  | 38    | правый    |
| Лисьи Норы    | 68                  | 37    | левый     |
| Малый Пеледон | 90                  | 38    | левый     |

## Данные водного реестра
По данным государственного водного реестра России и геоинформационной системы водохозяйственного районирования территории РФ, подготовленной Федеральным агентством водных ресурсов:
- Бассейновый округ — Анадыро-Колымский
- Речной бассейн — Анадырь
- Речной подбассейн — нет
- Водохозяйственный участок — Анадырь от истока до впадения реки Майн
- Код водного объекта — 19050000112119000105316